# Redding (Californië)
Redding is een stad in de Amerikaanse staat Californië en de hoofdplaats van Shasta County. In 2010 woonden er 89.861 mensen in Redding. De stad is de grootste stad van Californië ten noorden van de agglomeratie Sacramento en de tweede grootste stad in Upstate California.
De Sundial Bridge, ontworpen door de Spaanse architect Santiago Calatrava en voltooid in 2004, is een symbool van de stad geworden en trekt jaarlijks veel toeristen naar Redding. Het bouwwerk bevindt zich in het Turtle Bay Exploration Park, een museumcomplex waarin de relatie tussen mens en natuur centraal staat.

## Demografie
Bij de volkstelling in 2000 werd het aantal inwoners vastgesteld op 80.865. In 2006 is het aantal inwoners door het United States Census Bureau geschat op 90.033, een stijging van 9168 (11,3%). De volkstelling van 2010 wees uit dat er 89.861 mensen in Redding woonden.

## Geografie
Volgens het United States Census Bureau beslaat de plaats een oppervlakte van 154,5 km², waarvan 151,4 km² land en 3,1 km² water. Redding ligt op ongeveer 139 m boven zeeniveau. Ten noordwesten van de stad ligt de Iron Mountain Mine, een verlaten mijn waar het water extreem zuur is.

## Politiek en bestuur
Zoals de meeste gemeentes en stadjes in Amerika, maakt Redding gebruik van een council-manager system, waarbij de wetgevende macht via de city council bij de burgers ligt en de uitvoerende macht bij de city manager. De huidige burgemeester is Missy McArthur. Kurt Starman is de huidige stadsmanager.
Voor de Senaat van Californië ligt Redding in het vierde district, dat vertegenwoordigd wordt door de Republikein Doug LaMalfa. Voor de verkiezing van vertegenwoordigers in het Assembly of lagerhuis van Californië, valt Redding binnen het tweede district, dat vertegenwoordigd wordt door de Republikein Jim Nielsen. Redding maakt deel uit van het tweede district van Californië voor de verkiezing van een vertegenwoordiger in het Huis van Afgevaardigden. De huidige afgevaardigde is de Republikein Wally Herger.

## Plaatsen in de nabije omgeving
De onderstaande figuur toont nabijgelegen plaatsen in een straal van 32 km rond Redding.

## Geboren in Redding
- Brian Sandoval (1963), politicus
- Christopher Jones (1979), wielrenner
- Megan Rapinoe (1985), voetbalster
- Francesca Eastwood (1993), actrice, model, televisiepersoonlijkheid en socialite